# Caspar von Schoch

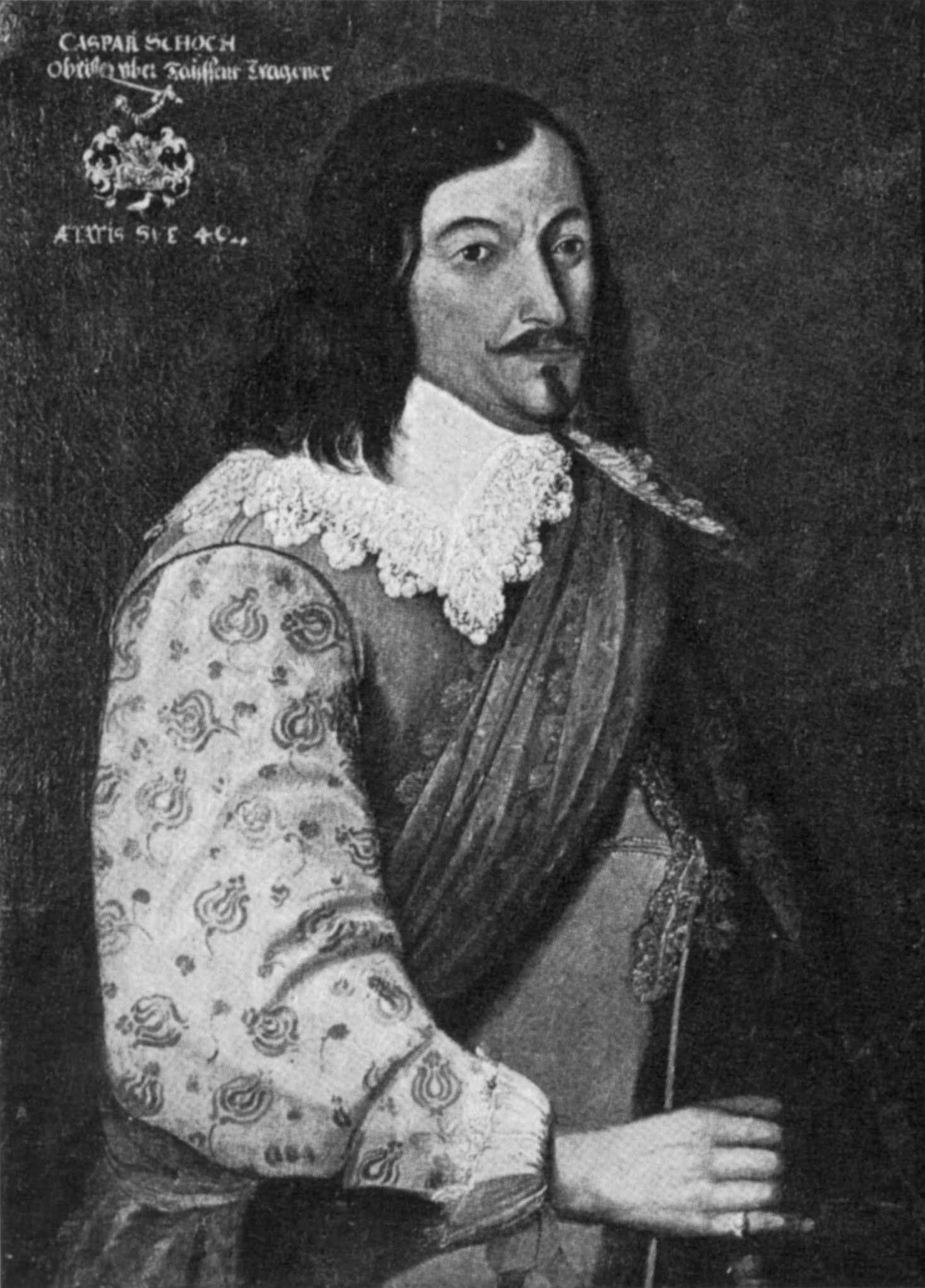
Bildnis des Caspar Schoch

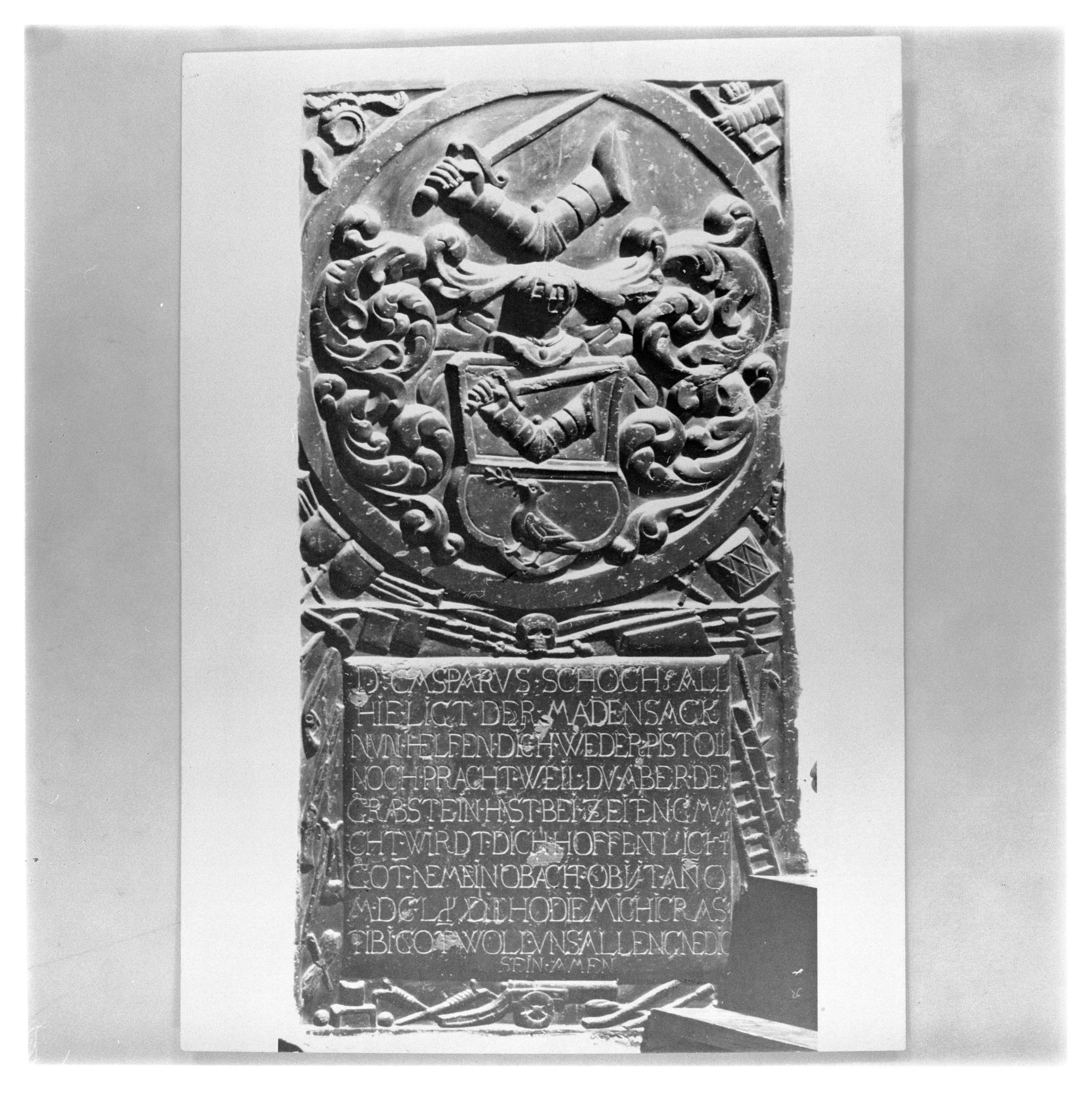
Grabstein von Caspar von Schoch

Caspar von Schoch (* 25. November 1610 in Kleinholzleute bei Isny; † 16. August 1672 in Bregenz) war kaiserlicher Oberst im Dreißigjährigen Krieg und Kammerherr.
Der als Sohn leibeigener Klosterleute geborene Caspar Schoch durchläuft eine Kriegskarriere, ähnlich wie sie im Grimmelshausschen abenteuerlichen Simplicissimus beschrieben ist. Er beginnt als Trossbube und steigt auf seinem Weg, der ihn durch halb Europa führt, die Erfolgsleiter empor. Er ist 1628 bei Wallensteins Belagerung von Stralsund dabei. Daran anschließend ist er im Mantuanischen Erbfolgekrieg in Oberitalien, in dem er zum Offizier aufsteigt und schwer am Fuß verwundet wird. 1632 gerät er bei Nürnberg in schwedische Gefangenschaft. Nach seiner Freilassung kehrt er wieder in kaiserliche Dienste zurück und steigt bis zum Oberstfeldhauptmann auf. Bekannt wird er dadurch, dass er in seinem Tross einen Sarg für seine Bestattung mitführen lässt. Bei Kriegsende lässt er sich in Vorarlberg nieder. Er erwirbt vom Prämonstratenserkloster Weißenau den Edelsitz Gwiggen (heute Abtei Mariastern) im Leiblachtal. 1653 wird er in den Adelsstand erhoben und erhält die Würde eines Kammerherrn. Dazu muss er sich als Kuriosum jedoch erst für 1000 Taler aus der Leibeigenschaft des Klosters St. Georg in Isny freikaufen. Er stirbt 1672 in Bregenz und ist in der dortigen Stadtpfarrkirche begraben.
Er war zwei Mal verheiratet; in erster Ehe mit Margarethe Gubert aus Stockholm, welche konvertierte und 1650 kinderlos starb. In zweiter Ehe, mit Anna Freiin v. Lapierre, geborene von Gerardi († 1662), aus der Ehe ging ein Sohn und zwei Töchter.
Der Sohn starb 1682 kinderlos, mit ihm starb das von Caspar von Schoch begründete Geschlecht wieder aus.